# アンソニー・アスキス
アンソニー・アスキス（Anthony Asquith、1902年11月9日 - 1968年2月20日）は、イングランド・ロンドン出身の映画監督。劇作家テレンス・ラティガンの戯曲の映画化作品（ラティガン本人による脚色）やラティガンによるオリジナル脚本の映画作品が多い。

## 略歴
父親は政治家で、後にイギリス首相（1908年 - 1916年）となるハーバート・ヘンリー・アスキス、母親はその2番目の妻マーゴット。父親が50歳の時に生まれた息子で末子である。また、女優ヘレナ・ボナム＝カーターの大叔父（祖母ヴァイオレット・ボナム＝カーターの腹違いの弟）にあたる。ウィンチェスター・カレッジとオックスフォード大学ベリオール・カレッジで学び、卒業後、ダグラス・フェアバンクス、メアリー・ピックフォード夫妻（当時）にゲストとしてロサンゼルスに招かれ、半年ほど過ごす。その中でチャールズ・チャップリンやエルンスト・ルビッチ、リリアン・ギッシュなど、数多くの名監督や大スターと出会い、ハリウッドの映画製作の手法を目にする。帰国後、イギリス映画界に入り、助監督やスタントなどを経て1920年代末から監督となる。その後、数々の名作を世に残し、イングランド出身の映画監督としては、アルフレッド・ヒッチコック、デヴィッド・リーン、キャロル・リードと並んで最も成功した映画監督の1人となる。しかし、戯曲の映画化作品が多かったことから、映画監督としての後世の評価は芳しくない。
1968年に悪性リンパ腫で死去。生涯独身であった。同性愛者であったと言われている。

## 主な監督作品
- 勇気ある男 Moscow Nights (1935)
- ピグマリオン Pygmalion (1938)
- French Without Tears  (1940)
- Quiet Wedding (1941)
- Uncensored (1942)
- 激情 Fanny by Gaslight (1944)
- While the Sun Shines  (1947)
- ウィンスロー少年 The Winslow Boy (1948)
- The Browning Version (1951)
- ジェット機M7号 The Net (1953)
- 若い恋人たち The Young Lovers (1954)
- 私に殺された男 Orders to Kill (1958)
- 求むハズ The Millionairess (1960)
- 暗黒の銃弾 Guns of Darkness (1962)
- 予期せぬ出来事 The V.I.P.s (1963)
- 黄色いロールス・ロイス The Yellow Rolls-Royce (1964)